# Orchidologie
L'orchidologie est l'étude scientifique des orchidées. Cette discipline peut être distinguée de l'orchidophilie, qui est la passion pour les orchidées.

## Orchidologues notoires
(personnalités classées par ordre alphabétique des noms de famille)
- Edmond-Gustave Camus (1852-1915)
- Achille Eugène Finet (1863-1913), un botaniste français spécialiste des orchidées d'Asie
- John Lindley (1799-1865), le « père de l'orchidologie moderne »[1]

## Sociétés savantes
- Société Méditerranéenne d’Orchidologie.